# ميتشيل شوارتز
ميتشيل شوارتز (بالإنجليزية: Mitchell Schwartz)‏ هو لاعب كرة قدم أمريكية أمريكي، ولد في 8 يونيو 1989 في باسيفيك بلسيدس، لوس أنجلوس ‏ في الولايات المتحدة.

## وصلات خارجية
- ميتشيل شوارتز على موقع إي إس بي إن.كوم (أن.أف.أل)3
- ميتشيل شوارتز على موقع مرجع كرة القدم المحترفة.كوم (الإنجليزية)